# دوني إلبيرت
دوني إلبيرت (بالإنجليزية: Donnie Elbert)‏ هو مغني وكاتب أغاني أمريكي، ولد في 25 مايو 1936، وتوفي في 26 يناير 1989 في فيلادلفيا في الولايات المتحدة بسبب سكتة.

## وصلات خارجية
- دوني إلبيرت على موقع ميوزك برينز (الإنجليزية)
- دوني إلبيرت على موقع ديسكوغز (الإنجليزية)